# Almen boligorganisation
I Danmark er der godt 1.000 almene boligorganisationer. De består samlet af godt 7.000 boligafdelinger med i alt 550.000 almene boliger.
Boligorganisationen ejer ikke ejendommene i organisationen, dem er de enkelte afdelinger selv ejere af.
De fleste almene boligorganisationer er medlem af Boligselskabernes Landsforening, der er en interesse- og brancheorganisation.
Der er stor forskel på de almene boligorganisationer. De administrerer fra mindre end 10 til mere end 40.000 boliger..

## Sideaktiviteter
Boligorganisationen eller de enkelte boligafdelinger kan iværksætte sociale aktiviteter og fritidsaktiviteter, som dog primært skal være rettet mod beboere i afdelinger. Der må ikke være tale om aktivitet, hvor der er tale om løsning af kommunale opgaver.